# 不丹和谐党
不丹和谐党（Druk Phuensum Tshogpa）是不丹的一个政黨，成立於2007年7月25日，由前內政部長吉莫·廷禮領導而且黨名都是由他來決定的。2007年8月15日，廷禮被選為黨主席。同日正式註冊，繼不丹人民民主黨後，成為不丹第二個政黨。2007年10月2日，不丹選舉委員會為不丹和谐黨登記。2008年3月24日，該黨在大選中勝出，廷禮成為首位民選總理。